# Żmijowisko (powieść)

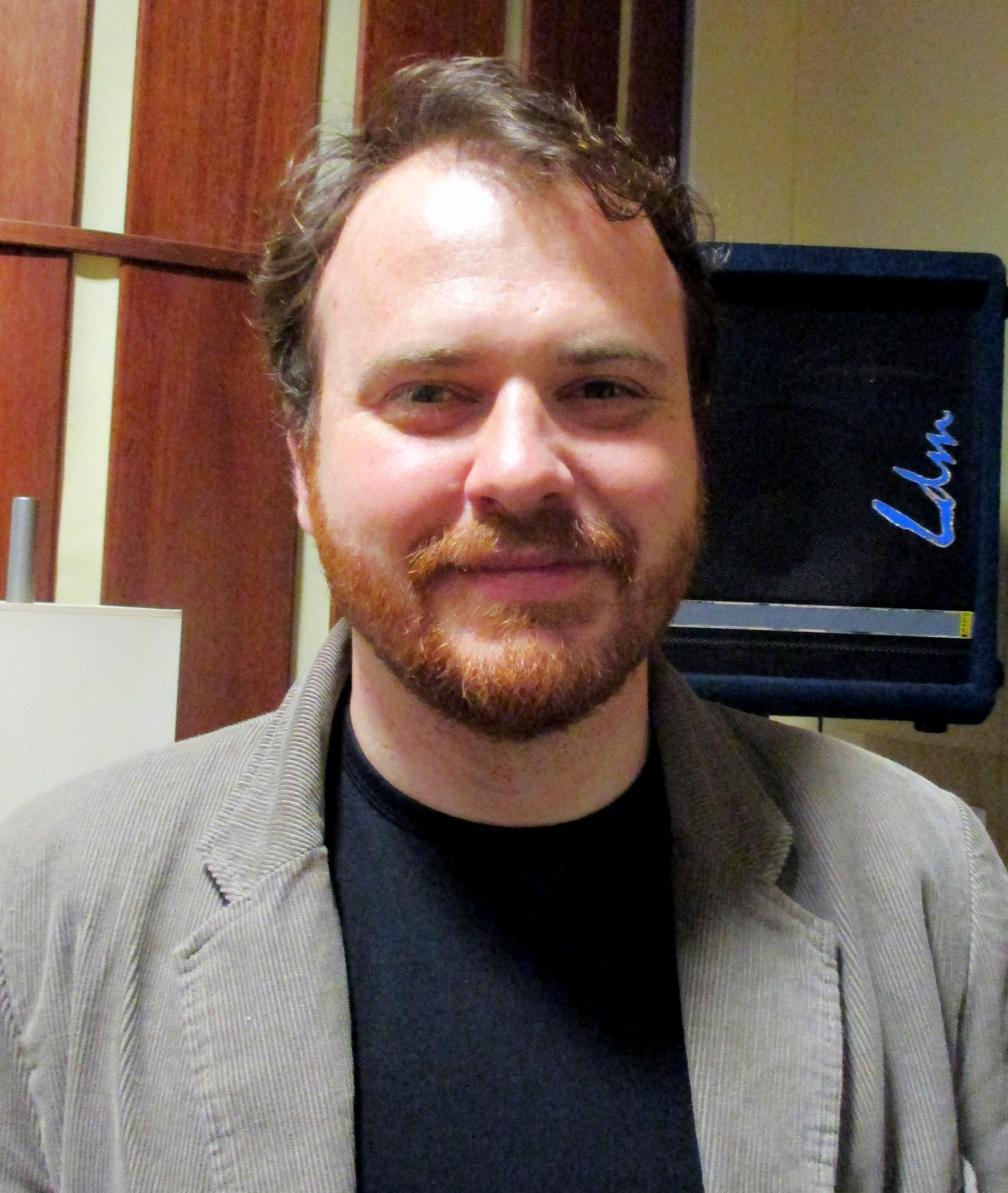
Wojciech Chmielarz, autor książki

Żmijowisko – polski thriller psychologiczny Wojciecha Chmielarza wydany w 2018 nakładem Wydawnictwa Marginesy. Powieść opowiada o grupie trzydziestoletnich znajomych ze studiów, którzy spotykają się po latach w Żmijowisku. Podczas pobytu na wsi ginie Ada, nastoletnia córka jednej z par.
Na podstawie powieści został nakręcony serial Żmijowisko emitowany przez Canal+ Polska w 2019.

## Proces twórczy
Konspekt powieści ulegał zmianie trzy lata, a samo pisanie jej zajęło autorowi około roku. Początkowo powieść miała być komedią romantyczną.

## Fabuła
Kamila i Arek są małżeństwem przez nieplanowaną ciążę kobiety. Ada przyszła na świat, gdy para była jeszcze bardzo młoda. Po latach wybierają się razem z grupą dawnych znajomych do Żmijowiska, niewielkiej wsi na Pomorzu, razem z nastoletnią córką oraz młodszym synem. Ada nie jest zadowolona z takiego obrotu spraw: zamiast jechać z rodzicami, wolała jechać na obóz. Na miejscu spotkania pojawia się Robert, dawny partner Kamili. Para rozeszła się, gdy ten na jakiś czas wyjechał, a gdy wrócił, kobieta była już w ciąży z Arkiem. Jej obecny mąż ma jednak wrażenie, że uczucie między nimi zaczyna odżywać, co wzbudza jego zazdrość. Wkrótce później w niewyjaśnionych okolicznościach Ada znika. Mimo poszukiwań dziewczyny nie udaje się znaleźć. Rok później jej ojciec wraca na Żmijowisko, aby spróbować odnaleźć córkę.

## Odbiór i nagrody
Powieść trafiła na listę bestsellerów serwisu Audioteka, została też uznana za jedną z najlepszych książek na lato przez Newsweek. Książka zajęła dziewiętnaste miejsce wśród bestsellerów czerwca Magazynu literackiego KSIĄŻKI. Znalazła się także na trzydziestym piątym miejscu wśród bestsellerów Empiku w kategorii kryminał, sensacja, thriller, a w sierpniu 2019 znalazła się na 9 miejscu wśród trendów miesiąca portalu Lubimy Czytać.
Na początku 2019 powieści został przyznany tytuł Książki Roku według portalu Lubimy Czytać w kategorii kryminał, sensacja, thriller. Zdobyła 2 332 głosy.  Ponadto książka dostała Nagrodę Czytelników Wielkiego Kalibru. 